# Депју (Оклахома)
Депју (енгл. Depew) град је у америчкој савезној држави Оклахома.

## Демографија
По попису из 2010. године број становника је 476, што је 88 (-15,6%) становника мање него 2000. године.
| Група             | 2000.       | 2010.       |
| Белци             | 418 (74,1%) | 366 (76,9%) |
| Афроамериканци    | 49 (8,7%)   | 29 (6,1%)   |
| Азијати           | 0 (0,0%)    | 0 (0,0%)    |
| Хиспаноамериканци | 8 (1,4%)    | 8 (1,7%)    |
| Укупно            | 564         | 476         |